# Балдин, Александр Витальевич
Александр Витальевич Балдин (род. 19 апреля 1955, Нижний Тагил, Свердловская область) — советский и российский хоккеист, защитник, нападающий. Мастер спорта СССР. Тренер.

## Биография
В 1965 году начал играть за дворовую команду домоуправления № 5 УВЗ в турнире «Золотая шайба». С 1966 года стал заниматься в хоккейной секции у Николая Васильевича Канаева. Серебряный призёр чемпионата СССР среди юношеских команд 1971/72 в составе нижнетагильского «Спутника». В сезонах 1972/73 — 1973/74 играл за «Спутник» во второй лиге. Два сезона отыграл за клуб первой лиги СКА Свердловск в рамках прохождения армейской службы. Сезон 1976/77 начал в «Спутнике», но вскоре был переведён в свердловский «Автомобилист», за который выступал до 1986 года, забросив за 10 лет 96 шайб в 519 играх (18 — в четырёх сезонах, проведённых в высшей лиге) — снайперский рекорд для защитников команды. Вернувшись в «Спутник», отыграл ещё 10 сезонов, завершив профессиональную карьеру игрока в 42 года. С 1997 года 9 сезонов отыграл в чемпионате Свердловской области — за «Металлург» (Нижняя Салда), с 2000 года за «Старт-Титан» (Верхняя Салда). Чемпион 2001 года, неоднократный призёр. Окончательно прекратил выступать зимой 2008 года.
Всего провёл 23 сезона в первенствах страны — 1174 игры, 182 шайбы.
Окончил Свердловский техникум физкультуры.
В сезонах 1992/93 — 1994/95 — играющий тренер «Спутника», в сезонах 1995/96 и 1998/99 — главный тренер, в сезонах 1996/97 — 1997/98 — тренер.
Победитель юниорского чемпионата Европы 1973 года, серебряный призёр 1974 года. Победитель неофициального чемпионата мира среди молодёжи 1975 года.